# Deicídio
Deicídio significa literalmente "matar Deus" e é o ato de matar ou destruir Deus ou uma divindade qualquer. O conceito pode ser usado para se referir a qualquer ato que resulte na morte de um deus, incluindo deidades que passem pelo processo de vida, morte e ressureição.

## Etimologia
O termo tem sua origem no latim medieval "Deicidium", que por sua vez vem do latim Deī (caso genitivo de Deus) e -cidium (ato de matar, cortar). A expressão foi cunhada e geralmente refere-se à execução de Jesus pela crucificação.

## Dimensões históricas e teológicas
A questão de quem é o responsável pela execução de Jesus possui ambos componentes históricos e teológicos. As fontes primárias para informações históricas e teológicas incluem a importância evangélica dos eventos que levaram a morte de Jesus. A questão teológica é compreendida nas escrituras do Novo Testamento, tais como as Epístolas paulinas. As pesquisas históricas, entretanto, são auxiliadas ainda por outras fontes da antiguidade que explicam o envolvimento político e cultural na vida de Jesus. Embora os romanos supostamente tivessem o controle da Palestina na época da Judeia, era a elite judaica que decidia quando as rebeliões provinciais começavam, e temendo sua própria vida, Pôncio Pilatos foi obrigado a lavar as mãos diante da ânsia popular judaica por destruir o suposto herege Jesus, que havia dito algo pecaminoso para o judaísmo; que ele próprio era o Messias, e portanto para a aristocracia religiosa judaica isto era uma inaceitável heresia, tal como se fosse mesmo verdade acabaria perdendo espaço e poder para Jesus Cristo. Resultado: para que os interesses da elite da Judeia fossem preservados em detrimento de um bode expiatório oriundo do povo comum, Jesus foi assassinado e assim tanto o Império quanto o judaísmo saíram ganhando a curto prazo, porém a longo prazo, o cristianismo iria propagar o evangelho, destruir Roma e perseguir os judeus de modo "a se vingar" do ocorrido.
Análises históricas sobre a morte de Jesus geralmente atribuem a responsabilidade tanto a:
1. liderança romana na Palestina
2. liderança dos hebreus na Palestina

Análises teológicas (Igreja Católica) de quem é responsável pela morte de Jesus apontam:
1. Toda a humanidade através de sua pecaminosidade;
2. Deus, por beneficiar as pessoas em geral;
3. Deus, pelo benefício dos Eleitos em particular.
4. Deus, de modo a trazer a salvação ao mundo.
5. Diabo, sendo a primeira profecia registrada na Bíblia em Gênesis 3, 15.